# Charles Aubrey Smith
Pour les articles homonymes, voir Smith et Charles Smith.
Charles Aubrey Smith est un acteur et  joueur de cricket international britannique né à Londres le 21 juillet 1863 et mort à Beverly Hills le 20 décembre 1948.

## Biographie

### Jeunesse et éducation
Charles Aubrey Smith naît à Londres (Angleterre, Royaume-Uni) le 21 juillet 1863. Il étudie à la Charterhouse School en Angleterre et à l’université de Cambridge. Son père, médecin, emprunte de l'argent à son frère pour pouvoir l'éduquer. L'une des premières personnes à l'initier au cricket est Julius Caesar, ancien joueur professionnel du Surrey County Cricket Club et du All-England Eleven. Smith fait ses débuts en first-class cricket avec le Cambridge University Cricket Club dès sa première année à Cambridge. Il participe quatre fois au match traditionnel contre Oxford.

### Carrière sportive

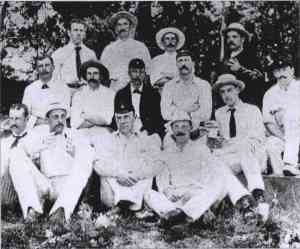
Aubrey Smith (rang du milieu, quatrième en partant de la gauche) est capitaine de la première équipe anglaise en tournée en Afrique du Sud.

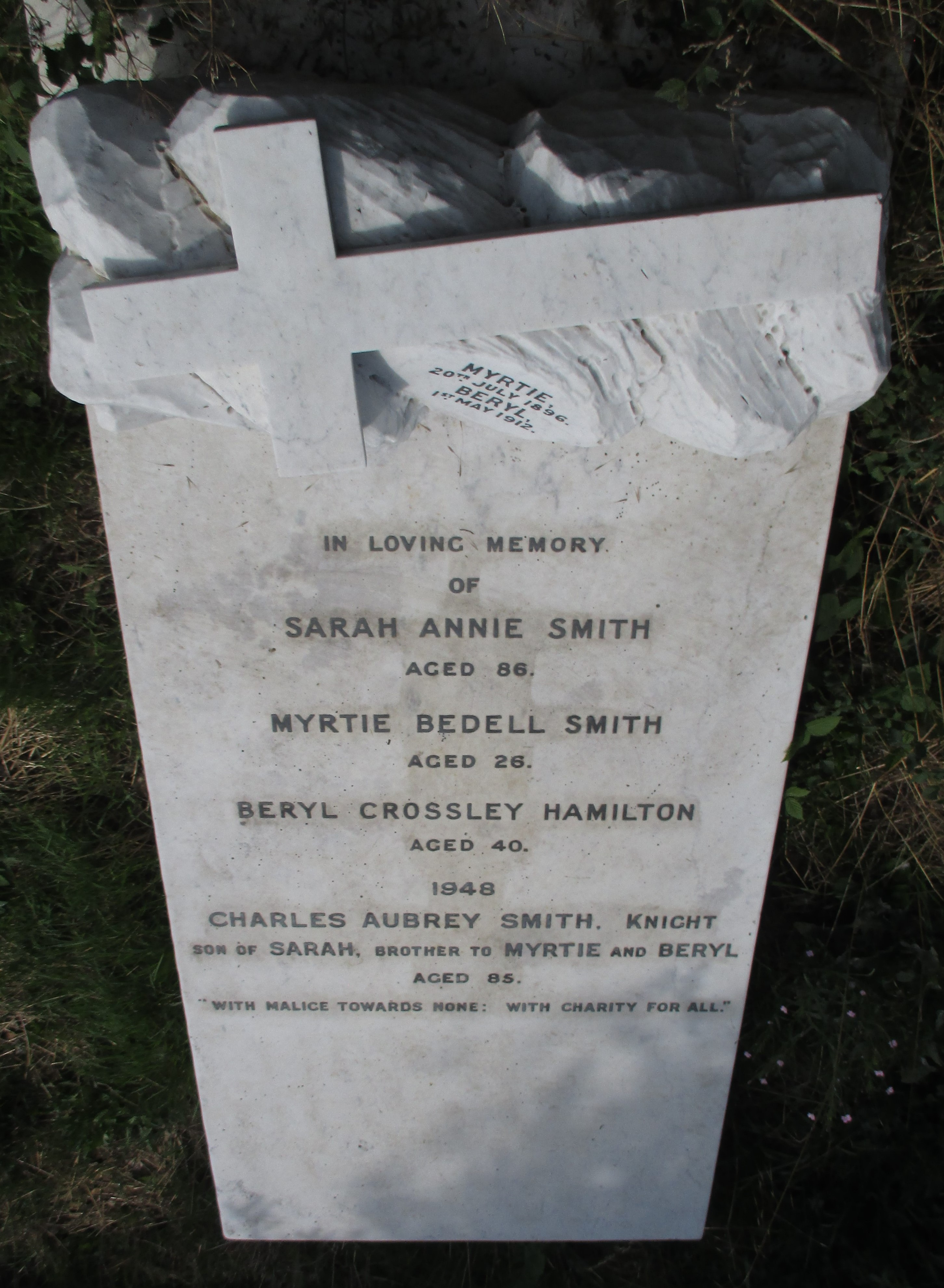
Le tombeau de C. Aubrey Smith à Hove, Sussex, Angleterre

Smith débute avec le Sussex County Cricket Club en 1882. En 1887-1888, il est capitaine d'une équipe anglaise qui effectue une tournée en Australie. Alfred Shaw, Arthur Shrewsbury  et James Lillywhite en sont les promoteurs. 
En 1888-1889, il est capitaine de la première équipe anglaise en visite en Afrique du Sud. Dix-neuf rencontres sont disputées, et Smith prend notamment 134 wickets — il élimine cent-trente-quatre joueurs par ses lancers. Deux des matchs y sont tenus sous le nom « English Team v. Eleven of South Africa » (littéralement, « Équipe anglaise contre Onze sud-africain »), et Smith participe au premier d'entre eux. Ils seront rétrospectivement considérés comme des matchs de Test cricket, et Smith est ainsi crédité d'une sélection avec l'équipe d'Angleterre, et l'équipe d'Afrique du Sud de sa première apparition à ce niveau. La même saison est organisée l'édition inaugurale de la Currie Cup, la compétition de first-class cricket sud-africaine. Il est à la tête de l'équipe du Transvaal qui dispute le premier match de ce tournoi.
Il ne rentre pas en Angleterre à l'issue de la tournée mais reste quelque temps en Afrique du Sud où il fait des affaires avec son coéquipier Monty Bowden, lui aussi membre de l'équipe anglaise. Il dispute des rencontres avec le Sussex jusqu'en 1896.

### Repères biographiques
(septembre 2008).
- Surnoms : « The Grand Old Man of Cricket » (à Hollywood) et « Round the Corner » (lors de sa carrière sportive).
- Franc-maçon.
- Il a joué également au football pour le club des Corinthians.
- En octobre 1889, on annonça à tort qu’il avait succombé à une inflammation des poumons à la suite de l’avis des docteurs qui le pensaient mort des suites de la pneumonie qu’il avait contractée.
- Il épouse en 1896 Isobel May Wood, union qui durera plus de 50 ans.
- Sa sœur l’actrice Beryl Faber, née Beryl Crossley Smith (décédée en mai 1912 à Londres à l’âge de 40 ans), était l’épouse de l’écrivain anglais Cosmo Hamilton.
- À l’écran il incarnait l’Anglais typique (pompeux, distingué, sévère et sans humour) sans caricaturer car il était ainsi dans la vie. Il avait l’habitude de faire lever l’Union Jack quotidiennement dans sa maison près de Mulholland Drive et sur le terrain de cricket de son club le dimanche, de lever un toast au Roi d’Angleterre lors des fêtes et d’être prude concernant les mœurs sexuelles. Il habitait une maison au 2881 Coldwater Canyon Drive à Beverly Hills (qu’il surnomma « The Round Corner » en raison de sa situation à la jonction avec Mulholland Drive et de son surnom sur les terrains de cricket), maison faisant office de semi-ambassade pour tous les expatriés anglais à Hollywood. Il était le leader incontesté de la colonie britannique à cette époque.
- À la ville sa passion du cricket l’emportait aussi sur sa façon de s’habiller, portant le pantalon de flanelle blanc et le blazer rayé mauve et noir dans les clubs de danse des hôtels de Hollywood.
- Il fonde en février 1932 le Hollywood Cricket Club, surveillant la construction du terrain (insistant pour y planter des graines de gazons anglais) et d’un pavillon à Griffith Park sur les collines d’Hollywood et dénommés le 21 mai 1933 « The C. Aubrey Smith Cricket Field » (ces constructions n’ayant pas subsisté à la transformation en centre équestre pour les jeux olympiques de 1984). David Niven, Nigel Bruce, Basil Rathbone, George Arliss, Boris Karloff (qui tenait le guichet), Laurence Olivier et P.G. Wodehouse étaient parmi les habitués des lieux lors des parties du dimanche. Smith demeura un membre actif du club jusqu'à plus de 70 ans et était fier de n’avoir pratiquement pas manqué un rendez-vous dominical de cricket en presque 60 ans. Il resta président du club jusqu’en 1948, très peu de temps avant son décès, léguant au club les royalties de ses participations à des films tels que Le Prisonnier de Zenda.
- Il a été anobli par le roi George VI en 1944 largement pour l’image positive de l’Angleterre qu’il donna à l’écran.
- Incinéré à sa mort, ses cendres furent transportées dans son pays natal pour être inhumées dans une tombe familiale contenant les restes de sa mère Sarah Annie Smith et de ses sœurs Myrtie Bedell Smith et Beryl Crosley Hamilton.
- Il a inspiré le personnage du Commander McBragg du dessin animé Tennessee Tuxedo and His Tales (1963), qui apparaît également dans un épisode de la série animée Les Simpson en 2006 intitulé « The Seemingly Never-Ending Story ».

## Bilan sportif

### Principales équipes
|                      | First-class cricket | Remarque                                                             |
| -------------------- | ------------------- | -------------------------------------------------------------------- |
| Cambridge University | 1882-1885           |                                                                      |
| Sussex               | 1882-1896           | Capitaine de 1887 à 1889                                             |
| Transvaal            | 1889-1890           | Un match joué, le premier de l'histoire de la Currie Cup. Capitaine. |

## Filmographie partielle
- 1922 : The Bohemian Girl de Harley Knoles
- 1924 : The Rejected Woman d'Albert Parker
- 1931 : The Phantom of Paris de John S. Robertson
- 1931 : Le Fils du radjah de Jacques Feyder
- 1931 : Guilty Hands de W. S. Van Dyke
- 1931 : The Bachelor Father de Robert Z. Leonard
- 1931 : Daybreak de Jacques Feyder
- 1931 : Never the Twain Shall Meet de W. S. Van Dyke
- 1931 : Just a Gigolo de Jack Conway
- 1931 : The Man in Possession de Sam Wood
- 1931 : Surrender de William K. Howard
- 1932 : Polly of the Circus de Alfred Santell
- 1932 : Tarzan, l'homme singe (Tarzan the Ape Man) de W. S. Van Dyke : James Parker
- 1932 : But the Flesh is Weak de Jack Conway
- 1932 : Haute Pègre (Trouble in Paradise) de Ernst Lubitsch : Adolph J. Giron
- 1932 : Aimez-moi ce soir (Love me Tonight) de Rouben Mamoulian : Duc d'Artelines
- 1932 : No More Orchids de Walter Lang
- 1932 : They Just Had to Get Married de Edward Ludwig
- 1933 : The Monkey's Paw de Wesley Ruggles
- 1933 : Luxury Liner de Lothar Mendes
- 1933 : Gloire éphémère (Morning Glory) de Lowell Sherman : Robert Harley
- 1933 : Le Chant du Nil (The Barbarian) de Sam Wood : Cecil Harwood
- 1933 : Secrets de Frank Borzage : M. William Marlowe
- 1933 : Mademoiselle Volcan (Bombshell) de Victor Fleming : Wendell Middleton
- 1933 : La Reine Christine (Queen Christina) de Rouben Mamoulian : Aage
- 1933 : Adorable de William Dieterle : Le Premier Ministre
- 1933 : Curtain at Eight de E. Mason Hopper
- 1934 : Gambling Lady d'Archie Mayo
- 1934 : La Maison des Rothschild (The House of Rothschild) de Alfred L. Werker : Duc de Wellington
- 1934 : Résurrection (We Live Again), de Rouben Mamoulian
- 1934 : L'Impératrice rouge (The Scarlet Empress) de Josef von Sternberg : Prince August
- 1934 : One More River de James Whale
- 1934 : Le Retour de Bulldog Drummond (Bulldog Drummond Strikes Back) de Roy Del Ruth : Capitaine Reginald Neilsen
- 1934 : Cœur de tzigane (Caravan) d'Erik Charell : Baron von Tokay
- 1934 : Cléopâtre (Cleopatra) de Cecil B. DeMille : Enobarbus
- 1934 : L'Oiseau de feu (The Firebird) de William Dieterle
- 1935 : Les Trois Lanciers du Bengale (The Lives of a Bengal Lancer) de Henry Hathaway : Major Hamilton
- 1935 : Le Conquérant des Indes (Clive of India) de Richard Boleslawski : Le premier ministre
- 1935 : The Florentine Dagger de Robert Florey
- 1935 : Aller et Retour (The Gilded Lily) de Wesley Ruggles : Lloyd Granton, le Duc de Loamshire
- 1935 : La Malle de Singapour (China Seas) de Tay Garnett : Sir Guy Wilmerding
- 1935 : The Right to Live de William Keighley : Major Licondra
- 1935 : Les Croisades (The Crusades) de Cecil B. DeMille : L'ermite
- 1935 : Jalna de John Cromwell
- 1935 : Transatlantic Tunnel de Maurice Elvey
- 1936 : Le Jardin d'Allah (The Garden of Allah) de Richard Boleslawski : Père J. Roubier
- 1936 : Roméo et Juliette (Romeo and Juliet) de George Cukor : Lord Capulet
- 1936 : Le Petit Lord Fauntleroy (Little Lord Fauntleroy) de John Cromwell : Comte de Dorincourt
- 1936 : Le Pacte (Lloyd's of London), de Henry King : Old 'Q'
- 1937 : La Reine Victoria (Victoria the Great) d'Herbert Wilcox : petit rôle
- 1937 : La Mascotte du régiment (Wee Willie Winkie) de John Ford : Colonel Williams
- 1937 : Le Prisonnier de Zenda (The Prisoner of Zenda) de John Cromwell : Colonel Zapt
- 1937 : The Hurricane (The Hurricane) de John Ford : Père Paul
- 1937 : Le Jockey rouge (Thoroughbreds Don't Cry) d'Alfred E. Green : Sir Peter Calverton
- 1938 : Quatre Hommes et une prière (Four men and a prayer) de John Ford : Colonel Loring Leigh
- 1938 : Le Proscrit (Kidnapped) de Alfred L. Werker : le duc d'Argyle
- 1939 : Les Petites Pestes (The Under-Pup) de Richard Wallace
- 1939 : Divorcé malgré lui (Eternally Yours) de Tay Garnett : Gramps
- 1939 : Quels seront les cinq ? (Five Came Back), de John Farrow : Professeur Henry Spengler
- 1939 : Les Quatre Plumes blanches (The Four Feathers) de Zoltan Korda : Général Burroughs
- 1939 : Un pensionnaire sur les bras (East Side of Heaven) de David Butler : Cyrus Barrett Snr.
- 1939 : Nick joue et gagne (Another Thin Man) de  W.S. Van Dyke : Colonel Burr MacFay
- 1939 : Frères héroïques (The Sun Never Sets) de Rowland V. Lee : Sir John Randolph
- 1939 : Balalaïka de Reinhold Schünzel
- 1940 : City of Chance de Ricardo Cortez
- 1940 : Au-delà de demain (Beyond Tomorrow) de A. Edward Sutherland : Allan Chadwick
- 1940 : Vive le bonheur ! (A Little Bit of Heaven) d'Andrew Marton
- 1940 : A Bill of Divorcement de John Farrow :
- 1940 : Rebecca (Rebecca) de Alfred Hitchcock : Colonel Julyan
- 1940 : La Valse dans l'ombre (Waterloo Bridge) de Mervyn LeRoy : L'oncle de Roy
- 1941 : Docteur Jekyll et M. Hyde : Bishop Manners : L'Évêque
- 1941 : Maisie Was a Lady d'Edwin L. Marin
- 1941 : Free and Easy de George Sidney : Le Duc
- 1943 : Madame Curie : Lord Kelvin
- 1943 : Obsessions (Flesh and Fantasy) : Dean of Chichester
- 1943 : Rencontre à Londres (Two Tickets to London) : Détective de l'Amirauté Fairchild
- 1944 : Les Blanches Falaises de Douvres (The white cliffs of Dover) : Colonel Walter Forsythe
- 1945 : Dix Petits Indiens (And Then There Were None) : General Sir John Mandrake
- 1945 : L'Espoir de vivre (Forever Yours) de William Nigh : grand-père
- 1946 : La Folle Ingénue (Cluny Brown) : Colonel Charles Duff Graham
- 1947 : Les Conquérants d'un nouveau monde (Unconquered) : Le président du tribunal
- 1947 : Un mari idéal (An Ideal Husband), d'Alexandre Korda : Sir Robert Chiltern
- 1949 : Les Quatre Filles du docteur March (Little Women) : Mr. Laurence